# Olympische Jugend-Sommerspiele 2010/Handball
| Handball bei den I. Olympischen Jugend-Sommerspielen | Handball bei den I. Olympischen Jugend-Sommerspielen |
| Olympische Ringe · Handball                          | Olympische Ringe · Handball                          |
| Informationen                                        | Informationen                                        |
| ---------------------------------------------------- | ---------------------------------------------------- |
| Teilnehmer:                                          | 168 Athleten                                         |
| Datum:                                               | 20. August–25. August                                |
| Austragungsort:                                      | Suntec Hall 602                                      |
| Wettkampfort:                                        | Singapur                                             |
| Entscheidungen:                                      | 2                                                    |
|                                                      | Nanjing 2014 →                                       |
| Olympische Ringe                                     | Handball                                             |

| Olympische Jugend-Sommerspiele 2010 (Medaillenspiegel Handball) | Olympische Jugend-Sommerspiele 2010 (Medaillenspiegel Handball) | Olympische Jugend-Sommerspiele 2010 (Medaillenspiegel Handball) | Olympische Jugend-Sommerspiele 2010 (Medaillenspiegel Handball) | Olympische Jugend-Sommerspiele 2010 (Medaillenspiegel Handball) | Olympische Jugend-Sommerspiele 2010 (Medaillenspiegel Handball) |
| Platz                                                           | Mannschaft                                                      | Goldmedaillen                                                   | Silbermedaillen                                                 | Bronzemedaillen                                                 | Gesamt                                                          |
| --------------------------------------------------------------- | --------------------------------------------------------------- | --------------------------------------------------------------- | --------------------------------------------------------------- | --------------------------------------------------------------- | --------------------------------------------------------------- |
| 01                                                              | Ägypten                                                         | 1                                                               | —                                                               | —                                                               | 1                                                               |
| 0                                                               | Dänemark                                                        | 1                                                               | —                                                               | —                                                               | 1                                                               |
| 03                                                              | Russland                                                        | —                                                               | 1                                                               | —                                                               | 1                                                               |
| 0                                                               | Südkorea                                                        | —                                                               | 1                                                               | —                                                               | 1                                                               |
| 05                                                              | Brasilien                                                       | —                                                               | —                                                               | 1                                                               | 1                                                               |
| 0                                                               | Frankreich                                                      | —                                                               | —                                                               | 1                                                               | 1                                                               |

Bei den Olympischen Jugend-Sommerspielen 2010 in Singapur wurden zwei Wettbewerbe im Handball ausgetragen. Die Spiele fanden in der Suntec Hall 602 statt.

## Medaillen

### Jungen
| Platz | Land | Athleten |
| ----- | ---- | --- |
| 1     | EGY  | Karim Abdelrhim, Omar Elmaarry, Aly Agamy, Kareem Elmenshawy, Abdelrahman Aly, Mustafa Khalil, Mohammed Maher, Ahmed Alwan, Mohamed Aly, Ahmed Ibrahim, Mostafa Awadalla, Alley Mohsen, Mostafa Bechir, Abdelrahman Shatta                 |
| 2     | KOR  | Choi Hi-min, Lee Hyeon-sik, Choi Hyeon-keun, Lee Jeong-hwa, Ha Min-ho, Lim Seung-hoon, Hwang Do-yeop, Oh Sang-hwan, Jang In-sung, Park Hyung-geon, Kim Ming-yu, Yoo Hyun-ki, Lee Han-sol, Yoo Sung-kyoung                                  |
| 3     | FRA  | Adrien Ballet, Antoine Gutfreund, Benjamin Bataille, Bryan Jabea Njo, Jordan Bonilauri, Laurent Lagier Pitre, Théophile Caussé, Mathieu Merceron, Théo Derot, Timothey N’Guessan, Hugo Descat, O’Brian Nyateu, Julian Emonet, Kévin Rondel |

### Mädchen
| Platz | Land | Athleten |
| ----- | ---- | --- |
| 1     | DEN  | Anne Sofie Ernstrøm, Sara Smidemann, Mathilde Juncker, Amanda Engelhardt Brogaard, Camilla Fangel, Cecilie Woller, Rikke Iversen, Julie Parkhøi, Mathilde Bjerregaard, Nicoline Skals, Rikke Ebbesen, Pernille Clausen, Signe Sjølund, Camilla Madsen                       |
| 2     | RUS  | Darja Wachterowa, Oksana Korobkowa, Irina Sagainowa, Natalja Anissimowa, Tamara Tschopikjan, Oksana Kondraschina, Nadeschda Koroljowa, Natalja Danschina, Anna Schukalowa, Nadeschda Pastuch, Xenija Milowa, Wiktorija Diwak, Weronika Garanina, Jekaterina Tschernobrowina |
| 3     | BRA  | Lais da Silva, Larissa Araújo, Thayanne Lopes, Isadora Garcia, Francielle da Rocha, Deborah Nunes, Keila Alves, Ana Eduarda Vieira, Juliana de Araujo, Caroline Martins, Fernanda Marques, Mirian Galvão, Patricia da Silva, Daise Souza                                    |

## Turnier der Jungen

### Gruppe A
| Rang | Land       | Spiele | Tore   | Punkte |
| ---- | ---------- | ------ | ------ | ------ |
| 1    | Frankreich | 2      | 97:40  | 4      |
| 2    | Südkorea   | 2      | 106:43 | 2      |
| 3    | Cookinseln | 2      | 8:128  | 0      |

| 20. August 2010 |   |            |       |
| Cookinseln      | – | Frankreich | 4:58  |
| 21. August 2010 |   |            |       |
| Südkorea        | – | Cookinseln | 70:4  |
| 22. August 2010 |   |            |       |
| Frankreich      | – | Südkorea   | 39:36 |

### Gruppe B
| Rang | Land      | Spiele | Tore   | Punkte |
| ---- | --------- | ------ | ------ | ------ |
| 1    | Brasilien | 2      | 53:7   | 3      |
| 2    | Ägypten   | 2      | 50:7   | 3      |
| 3    | Singapur  | 2      | 14:103 | 0      |

| 20. August 2010 |   |           |       |
| Singapur        | – | Ägypten   | 7:50  |
| 21. August 2010 |   |           |       |
| Brasilien       | – | Singapur  | 53:7  |
| 22. August 2010 |   |           |       |
| Ägypten         | – | Brasilien | 31:31 |

### Halbfinale
| Halbfinale 1, 24. August 2010 |   |           |               |
| Frankreich                    | – | Ägypten   | 21:22 (11:12) |
| Halbfinale 2, 24. August 2010 |   |           |               |
| Südkorea                      | – | Brasilien | 27:22 (13:10) |

### Spiel um Platz 5
| Runde 1, 23. August 2010 |   |            |               |
| Cookinseln               | – | Singapur   | 20:27 (10:15) |
| Runde 2, 24. August 2010 |   |            |               |
| Singapur                 | – | Cookinseln | 32:18 (17:8)  |

### Spiel um Bronzemedaille
| 25. August 2010 |   |           |               |
| Frankreich      | – | Brasilien | 40:27 (23:12) |

### Spiel um Goldmedaille
| 25. August 2010 |   |          |               |
| Ägypten         | – | Südkorea | 35:25 (13:13) |

### Endergebnis
| Platz | Land       |
| ----- | ---------- |
| 1     | Ägypten    |
| 2     | Südkorea   |
| 3     | Frankreich |
| 4     | Brasilien  |
| 5     | Singapur   |
| 6     | Cookinseln |

## Turnier der Mädchen

### Gruppe A
| Rang | Land      | Spiele | Tore  | Punkte |
| ---- | --------- | ------ | ----- | ------ |
| 1    | Russland  | 2      | 76:42 | 4      |
| 2    | Brasilien | 2      | 50:62 | 2      |
| 3    | Angola    | 2      | 49:71 | 0      |

| 20. August 2010 |   |           |       |
| Brasilien       | – | Russland  | 20:35 |
| 21. August 2010 |   |           |       |
| Angola          | – | Brasilien | 27:30 |
| 22. August 2010 |   |           |       |
| Russland        | – | Angola    | 41:22 |

### Gruppe B
| Rang | Land       | Spiele | Tore  | Punkte |
| ---- | ---------- | ------ | ----- | ------ |
| 1    | Dänemark   | 2      | 81:19 | 4      |
| 2    | Kasachstan | 2      | 60:56 | 2      |
| 3    | Australien | 2      | 20:86 | 0      |

| 20. August 2010 |   |            |       |
| Australien      | – | Dänemark   | 4:41  |
| 21. August 2010 |   |            |       |
| Kasachstan      | – | Australien | 45:16 |
| 22. August 2010 |   |            |       |
| Dänemark        | – | Kasachstan | 40:15 |

### Halbfinale
| Halbfinale 1, 23. August 2010 |   |            |               |
| Russland                      | – | Kasachstan | 41:19 (18:10) |
| Halbfinale 2, 23. August 2010 |   |            |               |
| Brasilien                     | – | Dänemark   | 25:30 (12:18) |

### Spiel um Platz 5
| Runde 1, 23. August 2010 |   |            |              |
| Angola                   | – | Australien | 37:12 (15:9) |
| Runde 2, 24. August 2010 |   |            |              |
| Australien               | – | Angola     | 12:39 (8:16) |

### Spiel um Bronzemedaille
| 25. August 2010 |   |           |               |
| Kasachstan      | – | Brasilien | 23:45 (12:24) |

### Spiel um Goldmedaille
| 25. August 2010 |   |          |               |
| Russland        | – | Dänemark | 26:28 (15:11) |

### Endergebnis
| Platz | Land       |
| ----- | ---------- |
| 1     | Dänemark   |
| 2     | Russland   |
| 3     | Brasilien  |
| 4     | Kasachstan |
| 5     | Angola     |
| 6     | Australien |